# 반사회성 인격장애
반사회성 인격장애(反社會性人格障礙) 또는 반사회적 성격장애(反社會的性格障礙, 영어: antisocial personality disorder, ASPD, APD), 소시오패스(영어: sociopathy)는 지속적인 반사회적, 충동적 행동과, 타인의 생각, 감정 이해의 결여, 타인을 고려하는 능력의 결여를 특징으로 하는 인격장애의 일종이다.
사회 규범과 도덕에 대한 반복적인 위반을 특징으로 하며, 타인에 대한 경시(disregard)나 빈번한 거짓말 등으로 인해 일반적인 대인관계에 심각한 지장을 초래한다. 진단은 성인에게만 내려지나 많은 경우 소년기부터 '충동 조절' 등 품행장애(conduct disorder)를 드러내어 사회화에 관한 발달에 문제를 겪는다.

## 징후 및 증상
반사회성 인격장애는 도덕, 사회규범, 타인의 권리와 감정에 대한 만연적 지속적 무시(pervasive and persistent disregard)로 정의된다. 반사회성 인격장애를 가진 사람은 자신의 이익이나 즐거움을 위하여 해로운 방식으로 타인을 이용하는 데에 있어 거리낌이 없고, 종종 타인을 조종하거나 기만한다. 일부는 피상적 매력(superficial charm)이라는 가면을 써서 이를 행하는 반면, 일부는 협박과 폭력을 이용하기도 한다. 이들은 오만함을 보이거나, 타인을 낮춰서 부정적으로 생각하거나, 해를 끼치는 행동에 대한 자책감이 부족하거나, 해를 입은 이에게 냉담한 태도를 보인다. 무책임감은 반사회성 인격장애의 주요 특성이다. 대부분의 사람들은 사회적 의무와 재정상의 의무를 수행하고 안정적인 고용상태를 유지하려 하지만, 이들은 착취적이거나 위법적인 혹은 기생적인 삶을 살아간다.
반사회성 인격장애 성향의 사람들은 충동적이고 무모하며 사고가 결여되어 있거나 행동의 결과에 대하여 무시하는 경향이 있다. 자신의 안전은 물론 타인의 안전에 대하여서도 반복적으로 무시하거나 위협하며, 자신과 타인을 위험에 처하게 할 수 있다. 이들은 분노 조절 능력이 저하되어 있어 종종 공격적이고 호전적이며, 화를 돋구거나 기를 꺾으려는 언행과 행동으로 상대를 마구 몰아세울 수도 있다. 이들은 약물남용(substance abuse)과 중독(addiction)에 빠지기 쉬우며, 향정신성약물(psychoactive substances)의 남용도 흔히 보인다. 이런 행동으로 이들은 범법행위를 흔히 보이며, 대부분은 유년기 혹은 청소년기 반사회적 행동(antisocial behavior)이나 형법 위반 경력이 있다.
반사회성 인격장애를 가진 사람들에게서는 대인관계에서의 심각한 문제가 종종 보인다. 이들은 애착(attachments)과 정서유대(emotional bonds) 형성이 빈약하여, 타인을 착취하거나 이용하기만 하는 것 위주의 대인관계 유형을 보인다. 이들은 관계를 지속하고 가꿔 나가는 것에 있어 어려움을 갖고 있으며 일부는 새로운 관계로 진입하는 것에 어려움을 겪는다.

## 원인

### 환경적

#### 가정환경
일부 연구에서는 사회 환경과 가정 환경은 반사회적 행동 발달의 원인이 된다고 제시한다. 반사회적 성향을 보이는 아이의 부모는 반사회적 행동을 보였으며, 아이들이 이를 받아들였을 수 있다. 초기 발달 단계에서 부모의 자극과 영향력이 결여되면 아이의 스트레스대응체계(stress response systems)가 민감해진다. 이는 감정, 공감, 감정적으로 타인과 연결되는 능력을 다루는 아이의 두뇌 발달 저하를 가져오는 것으로 본다. 브루스 페리(Bruce D. Perry)의 저서 『개로 키워진 소년(The Boy Who Was Raised as a Dog)』에 의하면, "영아의 두뇌 발달에는 적절히 두뇌를 발달시키는 유형화되고 반복적인 자극이 필요하다. 공포, 고독, 불편, 허기의 감정을 경감시키는 것이 돌발적이거나 예측할 수 없는 형태로 이뤄지면, 아이의 스트레스체계는 경보 상태를 유지하게 된다. 전적인 유기(total abandonment)라는 형태로 부모의 돌봄이 간헐적으로 중단되는 환경은, 한 아이에게 있어 이 세상 그 무엇에 비견할 수 없는 최악인 것이다."

#### 문화적 영향
임상심리학에서의 사회문화적 관점에서, 장애는 문화적 측면에 영향을 받는다고 본다. 문화적 규범(cultural norms)은 유의미하게 차이가 있기에, 반사회성 인격장애와 같은 정신장애(mental disorders)도 다르게 취급된다. 로버트 D. 헤어(Robert D. Hare)는 미국에서 보고된 반사회성 인격장애의 발현이 문화적 관습(cultural mores)의 변화와 연결되어 있으며, 문화적 관습의 변화는 반사회성 인격장애를 갖는 사람들의 행동 경향을 승인하는 역할을 한다고 제시한다.:136
보고된 반사회성 인격장애 발현이 부분적으로는 진단 기법들의 사용 혹은 남용의 확장으로 인한 부산물에 불과하지만, 에릭 번(Eric Berne)이 제시한 바, 반사회성 인격장애가 활성화된 사람, 그리고 법률, 기존 규범, 종교와 같은 외재적 통제 자원의 도움을 통하여 자제하기에 반사회성 인격장애가 잠재되어 있는 사람 간의 구분을 염두에 두었을 때, 집단표준(collective standards)의 쇠퇴가 인격장애가 잠재된 사람으로 하여금 이전에 보였던 친사회적 행동으로부터 멀어지게 하는 역할을 한다고 제시하였다.:136–7
반사회성 인격장애의 예비증상을 가진 환자의 진단과 승인에 있어 법체계가 어느 범위까지 개입되어야 하는지에 대한 논쟁은 끊임없이 진행되고 있다. 정신의학자 피에르-에두아르 카르본뇌(Pierre-Édouard Carbonneau)는 법으로 규정하는 허가를 둘러싼 문제는 반사회성 인격장애 진단에 있어 실패 확률에 관한 것이라고 제안하였다. 그의 말에 의하면, 환자를 진단하고 강제로 반사회성 인격장애가 없지만 그렇게 진단받은 이에게 약을 조제하게 강압할 가능성은 잠재적으로 재난이 될 수 있지만, 진단을 내리지 않고 문화적 환경적 영향의 증거가 충분하지 않는 것으로 인하여서 환자가 치료받지 않는 것을 지켜보기만 할 가능성에 대하여서는 정신의학자들이 간과하게 되는 것으로, 그의 말로는 '안전하게 하다(play it safe)'라고 하는 것이다.

## 진단 기준

### DSM-4
미국 정신의학계에서는 전문가의 진단을 위한 DSM-IV-TR 진단기준, ICD-10 진단기준 등을 가지고 있다. 반사회성 인격장애의 진단에 관한 DSM 4 진단기준은 다음과 같다.
A. 다른 사람들의 권리를 침해하고 무시하는 패턴이 15세 이후로 전반적으로 나타나며 다음의 특성 중 3개 이상을 충족시킨다.
- 법에서 정한 사회적 규범을 준수하지 않으며 구속당할만한 행동을 반복함
- 개인의 이익이나 쾌락을 위한 반복적인 거짓말, 가명 사용 또는 타인을 속이는 사기 행동
- 충동적이거나 미리 계획을 세우지 못함
- 빈번한 육체적 싸움이나 폭력에서 드러나는 호전성과 공격성
- 자신이나 타인의 안전을 무시하는 무모성
- 꾸준하게 직업 활동을 수행하지 못하거나 채무를 이행하지 못하는 행동으로 나타나는 지속적인 무책임성
- 타인에게 상처를 입히거나 학대하거나 절도 행위를 하고도 무관심하거나 합리화하는 행동으로 나타나는 자책의 결여

B. 적어도 18세 이상에게 진단한다.
C. 15세 이상에 품행 장애를 나타낸 증거가 있어야 한다.
D. 반사회적 행동이 조현증 또는 조증 삽화의 경과 중에만 나타나는 것이 아니어야 한다.

### ICD-10
세계보건기구(WHO)에서 제공하는 국제질병분류(International Statistical Classification of Diseases and Related Health Problems) 제10판(ICD-10)에는 'dissocial personality disorder'이라고 진단명이 기재되어 있다.(F60.2):
다음 설명 중 최소 3가지 이상의 특성을 보인다.
1. 타인의 감정에 대한 냉담한 무관심을 보임(Callous unconcern for the feelings of others)
2. 상당하고 지속적인 무책임한 태도를 보이고, 사회규범, 규칙, 의무를 무시함(Gross and persistent attitude of irresponsibility and disregard for social norms, rules, and obligations)
3. 관계 수립에 있어 어려움이 없는데도 불구하고 지속적인 관계를 유지하는 능력이 결여됨(Incapacity to maintain enduring relationships, though having no difficulty in establishing them)
4. 불만에 대한 인내력이 적고 폭력성과 공격성 분출에 관한 역치가 낮음(Very low tolerance to frustration and a low threshold for discharge of aggression, including violence)
5. 죄책감을 느끼거나 죄책감 특히 처벌로부터 교훈을 얻는 능력이 결여됨(Incapacity to experience guilt or to profit from experience, particularly punishment)
6. 타인을 탓하거나 사회와 배치되는 행동들에 대한 그럴듯한 합리화를 하는 것이 두드러짐(Marked readiness to blame others or to offer plausible rationalizations for the behavior that has brought the person into conflict with society)

ICD는 비도덕적 인격(amoral personality), 반사회적 인격(antisocial personality), 비사교적 인격(asocial personality), 사이코패스적 인격(psychopathic personality), 소시오패스적 인격(sociopathic personality)을 포함한다고 정의한다. 반사회성 인격장애는 품행장애(conduct disorder)와는 다르지만, 유년기 혹은 청소년기 품행장애 발현은 반사회성 인격장애 진단을 내리는 증거가 된다. 또한 관련 특성으로서는 지속적인 과민성(persistent irritability)이 있다.
특정 인격장애 진단이 일반인격장애준거(general personality disorder criteria)를 충족한다는 것은 ICD-10의 필요조건이다.

## 동반증상
반사회성 인격장애는 다음과 같은 증상을 동반할 수 있다.
- 불안장애(Anxiety disorders)
- 우울장애(Depressive disorder)
- 충동조절장애(Impulse control disorders)
- 물질관련장애(Substance-related disorders)
- 신체화장애(Somatization disorder)
- 주의력결핍과잉행동장애(Attention deficit hyperactivity disorder)
- 양극성장애(Bipolar disorder)
- 경계성 인격장애(Borderline personality disorder)
- 연극성 인격장애(Histrionic personality disorder)
- 자기애성 인격장애(Narcissistic personality disorder)
- 가학적 인격장애(Sadistic personality disorder)

각 증상과 결합하는 경우보다 알코올중독(alcoholism)과 결합되는 경우, 신경정신 테스트에서 전두엽 기능부전이 더 크게 나타난다. 알코올사용장애(Alcohol Use Disorder)는 반사회성 인격장애 환자가 보이는 충동조절 및 행동조절 결핍으로 인하여 발생하는 경우가 높다. 반사회성 인격장애 발병율은 남성 알코올 중독자 및 아편 중독자에게 40-50% 정도 보인다. 그러나 이는 인과관계가 아니라, 반사회성 인격장애의 결과로서 인지결함(cognitive deficits)의 개연적인 결과물이라는 것을 기억해야 한다.

## 치료
반사회성 인격장애는 치료가 어려운 인격장애로 여겨진다. 관련 인구 전체에 대한 효과적인 치료 수립은 어려운데, 이는 행동을 정의하고 측정하는 보편적 척도가 없기 때문이며, 또한 사회에 있는 환자보다는 법적인 문제를 일으켜 수감 중인 환자를 치유하는 데에 주목하고 있기 때문이다. 보통 공감과 죄책감(remorse)을 느끼는 능력이 심각하게 결여되어 있어 환자는 행동의 동기가 충분하지 못하고 반사회성 행위로 인한 손해나 비용을 잘 헤아리지 못한다. 상담치료에 있어서 대부분은 실제로 변화하려 하는 의지를 보이지 않고 관계자에게 거짓된 보고를 반복할 수 있다. 따라서 통계적으로 외래 통원 치료는 성공할 확률이 낮지만, 환자들이 치료에 전혀 반응하지 않는다고 하는 것은 지나친 것이다.
현재 미국에서 수행되고 있는 치료 대부분은 수감자들에게 제공되는 것이므로 보편적인 인격장애인들에 대한 조사는 부족하다. 이 경우 반사회성 인격장애 환자들은 가석방 심사에 요구되는 프로그램에 따라 치료를 진행된다. 잘못을 한 경우 집단 내 동료들의 지적을 받는 직면(peer confrontation)과 함께, 세심하게 통제되는 구조 및 감독 환경을 제공하는 요양 프로그램(residential program)이 이들에게는 추천된다. 치료 개입에 있어 긍정적인 결과를 보이는 반사회성 인격장애 치료에 관한 연구들도 있어왔다. 대화치료(talk therapy)로도 알려진 심리치료는 치료에 도움이 되며, 도식치료(schema therapy)도 치료 수단으로 연구되고 있다. 찰스 보르둔(Charles M. Borduin)의 보고서는 이 중요한 문제를 증진시킬 가능성이 있는 다중체계치료(multisystemic therapy, MST)의 영향을 특징으로 한다. 그러나 이 치료는 환자의 가족구성원들의 전적인 협조가 필요하다. 일부 연구에서는 반사회성 인격장애가 약물남용과 같은 다른 장애 치료에 중대한 지장을 주진 않는다고 하는 반면, 다른 연구에서는 정반대의 결론을 보이고 있다.
치료사는 공격 행동, 착취 행동, 학대 행동을 보이는 환자에 대하여 상당히 부정적인 감정을 가질 수도 있다. 이들에게 양심에 대한 인식을 길러주려는 시도는 반사회성 인격장애의 본질상 극히 어려운 일이기에, 차라리 과거의 실수를 반복하지 않는 것에 대한 논의를 하는 차원으로 접근하는 치료기법이 합리적이고 실용적이다. 이러한 접근법은 친사회적 행동(prosocial behavior)의 실질적인 가치에 주목하고 반사회적 행동을 멀리하게 만드는 것이다. 그러나 반사회성 인격장애 환자들이 보이는 충동적 공격적 성향에 대해서는 이러한 치료로도 효과를 보기가 힘들다.
약물치료에 대한 연구는 아직 빈약하며, 미국 식품의약국(FDA)에서 승인한 치료약도 없다. 2020년 코크란 리뷰(Cochrane review)에서, 반사회성 인격장애 환자에 대한 약물치료를 모색한 연구들 중 총 8건의 연구가 리뷰 선정기준에 부합하였다. 연구들에 대한 리뷰는 반사회성 인격장애의 여러 문제에 대한 약물치료는 권고하기 부적합하다는 결론에 이르렀다. 그럼에도 불구하고 항정신병약, 항우울제, 기분안정제와 같은 약물은 공격성과 충동성 증상을 완화하고, 동반하는 다른 장애를 치료하는 데에도 효과가 있다.

## 예후
영국 킹스칼리지런던(King's College London) 정신의학심리학신경과학연구소(Institute of Psychiatry, Psychology and Neuroscience, IoPPN) 에밀리 시모노프(Emily Simonoff) 교수에 의하면, 반사회성 인격장애와 일관되게 연결되는 변수는 다양하다. 예를 들어, 유년기 행동과잉장애 및 품행장애(childhood hyperactivity and conduct disorder), 성인기 범법행위(criminality in adulthood), 낮은 지능지수(lower IQ scores), 난독증(reading problems) 등이 있다. 이러한 변수들과 반사회성 인격장애 간의 가장 강력한 관계를 갖는 것은 유년기 과잉행동 및 품행장애이다. 게다가 반사회성 인격장애 소인(predisposison)을 보이고 다른 비행청소년과 어울리는 아이들은 나중에 반사회성 인격장애를 진단받을 가능성이 높다. 다른 많은 인격장애처럼, 유전이 반사회성 인격장애에 영향을 끼치지만, 환경이 반사회성 인격장애 발달에 있어 영향을 끼친다는 것은 부정할 수 없다.
남자아이들은 여자아이들에 비하여 반사회성 인격장애 진단기준 모두를 충족하는 경우가 2배에 이르며(남아 40%, 여아 25%), 보다 이른 시기에 반사회성 인격장애 증상을 보이기 시작한다. 15세까지 반사회성 인격장애 증상을 보이지 않는 아이들은 이후에도 반사회성 인격장애로 발전하진 않는다. 성인이 가벼운 반사회성 인격장애 증상을 보인다면, 유년기에 반사회성 인격장애 진단기준을 충족한 적이 없으며 이후에도 계속 장애로 진단받지 않을 가능성이 높다. 결국 반사회성 인격장애 증상은 10대 후반에서 20대 초반에 정점을 이루다가, 40대애 이르러서 감소하거나 나아질 수 있다.
궁극적으로 반사회성 인격장애는 시간이 지나면서 일부는 완화될 수 있지만 만성적인 영향력을 가지는 평생 가는 인격장애에 해당한다. 반사회성 인격장애의 장기적 전망에 대한 높은 가변성이 있을 수 있다. 치료는 성공할 수 있지만 상당한 어려움이 따른다. 급격한 변화를 보기는 힘들며 특히 증상이 심각할 경우 더욱 그러하다. 사실 이전 연구에서는 최대 31%에 불과한 차도를 보이기에 완치율이 작다고 하였다. 반사회성 인격장애의 한 특성(예 : 개인의 이익이나 타인을 조종하려는 노력으로 매력을 발산하는 것)으로서 나타나는 것으로, 환자가 전문가든 아니든 치료책을 찾는 행위는 치료를 벗어나기 위하여 완치된 척하는 것일 수도 있다. DSM-5에서의 정의에 의하면, 반사회성 인격장애 환자는 남을 기만하거나 겁박할 수 있다. 잘못을 저지르면, 그 결과에 대하여 영향을 받지 않거나 무감각한 척 하기도 한다. 시간이 지나면서 공감과 불안이 없는 행위가 지속되면, 환자가 치료사를 포함한 타인이 보이는 친절함을 이용하기도 한다.
적절한 치료가 없으면, 환자는 자기 자신이나 타인을 해치는 삶을 살아갈 수 있다. 가족과 직장에 해를 끼칠 수도 있다. 피해자들은 대인관계에 필요한 기술이 결여된다. 예를 들어, 타인에 대한 연민이나 공감, 감정처리 기술 같은 것이 결여된다. 대인관계 기술의 결여에 의한 건강한 대인관계 형성과 유지가 불가능하게 되면, 환자는 이혼, 실직, 노숙자, 자살로 인한 조기 사망과 같은 곤경에 처하게 된다.
또한 이들은 촉법확률이 높아서 10대 후반에 정점을 이루며, 진단 초기에 심각한 범죄를 저지를 수도 있다. 중증우울장애(Major depressive disorder)나 물질사용장애(Substance use disorder)와 같은 정신병이 동반증상(Comorbidity)으로 나타나는 것이 반사회서우인격장애 피해자 사이에서는 우세하다. 반사회성 인격장애 환자들은 살인 등의 범죄를 저지를 확률이 높다. 장기수감자들은 단기수감자들에 비하여 반사회성 인격장애 증상의 차도가 더 높게 나타난 경우도 있다.
한 연구에 의하면, 남성 환자 72% 정도가 공격성향을 보인다. 반사회성 인격장애 대상으로 조사된 남성들의 29% 정도가 공격성을 사전공격모의 성향(pre-meditated aggression)을 보였다. 이 연구에서의 증거를 바탕으로, 연구자들은 반사회성 인격장애 환자들 중에는 사전공격모의 성향이 장기적인 경우가 있지만 대부분은 충동적이라고 결론 지었다. 사이코패스 성향이 높은 사람들은 주변 사람에 대한 사전공격모의 성향을 보이는 경우가 있기도 하다. 반사회성 인격장애 환자들은 살아가면서 공격적 행위를 보이거나 주변 친한 사람들을 해하기도 한다.
게다가 반사회성 인격장애로 진단받은 사람 대부분 특히 성인들은 친척, 동료, 양육자에게 부담이 된다. 하버드 의과대학(Harvard Medical School)에서는 환자는 치료에 잘 응하지 않을 것이기 때문에, 환자보다는 환자로부터 영향받은 피해자들을 치료하는데 시간과 자원을 들여야 한다고 제안한다. 실제로 환자들은 법정의 명령이 있을 때만 치료에 응하지만, 이는 치료 과정을 어렵고 심각하게 만들게 된다. 치료에서의 애로사항으로 인하여 환자의 가족과 친구는 환자에게 제공된 치료사에 관하여 결정을 내리는데 주도적인 역할을 해야 한다. 결국 반사회성 인격장애의 장기적 영향을 구조하기 위한 집단의 노력(group effort)이 있어야 한다.

## 사이코패스
사이코패스는 대중적으로 반사회적·비도덕적인 인물을 가리킬 때 흔히 사용되는 용어로서, 통상 사이코패스(psychopath)와 소시오패스(sociopath)라는 용어의 차이는 다음과 같다. 사이코패스는 유전적 요인으로 인해 발생하는 선천적인 것으로 타인의 고통에 공감하지 못하며 법적·윤리적 개념이 형성되지 않아 옳고 그름을 판단하지 못하는 이를 뜻한다. 반면 소시오패스는 후천적인 영향으로 탄생하며 나쁜 행동이라는 사실을 알면서도 자신의 이익을 위해 서슴없이 잘못된 행동을 하는 이들을 뜻한다는 것이다.
그러나 정신질환을 분류하는 DSM이나 ICD의 목록에 사이코패스나 소시오패스라는 말은 언급된 바가 없고 대부분 전문가들은 정신의학적으로 무의미한 용어로 여긴다. 한편 일부 전문가들은 사이코패스라는 용어가 대개 반사회성 인격장애가 있거나 유사한 특징을 가진 인물을 지칭하는 말이라고 분석하기도 한다.

## 창작물에서
허비 클레클리(Hervey Milton Cleckley)는 1941년에 처음 출판된 그의 저작물 '정신의 마스크'(The Mask of Sanity,정신의 가면)에서 이를 언급한바 있다.

## 같이 보기
- 반사회적 행동
- 반항 장애
- 부모훈련
- 양극성 장애
- 인격장애
- 주의력결핍 과다행동장애(ADHD)
- 품행 장애
- PCL-R